# Хартунг Млади фон Ерфа
Хартунг Млади фон Ерфа (на немски: Hartung d. J. von Erffa; * пр. 1316; † сл. 1369) е благородник от древния род фон Ерфа от Тюрингия.
Резиденцията на род Ерфа е водният замък Ерфа на река Несе при Фридрихсверт в окръг Гота в Тюрингия.
Той е син на Хайнрих фон Ерфа († 5 март 1316). Роднина е вер. на Хайдеке фон Ерфа († 1327), архиепископ на Магдебург (1325 – 1327).
Брат е на Хайнрих фон Ерфа († сл. 1330), Хартунг Стари фон Ерфа († сл. 1357) и на София фон Ерфа, омъжена за граф Райнхард фон Бранденберг.

## Фамилия
Хартунг Млади фон Ерфа се жени за Гизела фон Ромрод († сл.  1363). Те имат децата:
- Хайнрих Стари фон Ерфа (* пр. 1357; † пр. 11 ноември 1390), женен за фон Ебелебен
- Хартунг фон Ерфа (* пр. 1358; † пр. 10 август 1392)
- Хайнрих Млади фон Ерфа (* пр. 1363; † 6 март 1410), господар на Ерфа, залог-собственик на дворец Ромрод, женен I. за фон Викерщедт († пр. 21 юли 1392), II. за Алхайд († сл. 1404)
- Йохан фон Ерфа († сл. 1392)
- Куне (Кунигунда) фон Ерфа († сл. 1399), омъжена за фон Залца
- Гизела фон Ерфа († сл. 1390), омъжена за Дитрих Витцтум-Екщедт (* пр. 1354; † сл. 1382)